# Janův Důl
Janův Důl är en by och kommun i Tjeckien. Den ligger i regionen Liberec, i den norra delen av landet, 80 km nordost om huvudstaden Prag. Janův Důl ligger 403 meter över havet och antalet invånare är 141. Byn införlivades i Rozstání kommun 1961 och tillsammans med resten av denna i Světlá pod Ještědems kommun 1980, men utgör sedan 1992 återigen en egen kommun.